# Cristiano Del Grosso
Cristiano Del Grosso (Giulianova, 24 marzo 1983) è un allenatore di calcio ed ex calciatore italiano, di ruolo difensore, tecnico della formazione Primavera del Palermo.

## Biografia
Ha un fratello gemello Federico anch'esso calciatore, con cui ha condiviso i trascorsi a Giulianova.

## Caratteristiche tecniche
Terzino sinistro di spinta, noto per la precisione nei cross abilità che ha affinato nel corso degli anni, e per la sua ottima progression palla al piede, possiede anche discreti mezzi tecnici, che gli consentono di arrivare costantemente fino alla linea di fondo per cercare il suggerimento verso i compagni.

## Carriera

### Giocatore
Voluto fortemente dal tecnico Marco Giampaolo (con cui avrà modo di lavorare in seguito anche a Cagliari e Siena), il 15 luglio 2005 lascia il Giulianova dopo cinque stagioni trascorse in terza serie, approdando in compartecipazione all'Ascoli. Esordisce in Serie A il 28 agosto 2005 in Ascoli-Milan (1-1), subentrando al 68' al posto di Fabio Quagliarella.
Il 22 giugno 2006 la compartecipazione viene risolta a favore del Giulianova, che il 6 luglio lo cede a titolo definitivo al Cagliari, con cui firma un contratto valido per quattro anni. Titolare sotto la guida di Giampaolo, in seguito all'esonero di quest'ultimo perde il posto a favore di Agostini.
Il 1º settembre 2008 passa in compartecipazione al Siena. Esordisce con i toscani il 17 settembre contro l'Empoli in Coppa Italia. A 15' dal termine lascia la squadra in 10 uomini per espulsione sul risultato di 0-0, causando il rigore - poi segnato da Lodi - che consente agli azzurri di portarsi in vantaggio. L'incontro terminerà 2-0 in favore degli ospiti.
Il 27 giugno 2009 il cartellino del giocatore viene riscattato alle buste dal Siena. Il 16 aprile 2011 una sua rete su punizione consente ai bianconeri di imporsi per 1-0 nel derby contro il Grosseto.
Il 31 gennaio 2013 passa all'Atalanta a titolo definitivo. Esordisce con gli orobici da titolare il 3 febbraio alla prima partita utile, nella trasferta vinta 2-1 contro il Palermo. Il 20 aprile mette a segno la sua prima rete con la squadra bergamasca nella partita pareggiata 1-1 contro il Genoa.
Complice la presenza in rosa di Dramé e Brivio, scende gradualmente nelle gerarchie di Colantuono, che lo utilizza prevalentemente come seconda scelta lungo la fascia per sopperire alle loro assenze.
Il 29 agosto 2015 passa in prestito con obbligo di riscatto - in caso di promozione nella massima serie - al Bari, in Serie B. Il 14 dicembre è vittima di un incidente automobilistico nella città di Bergamo. Il calciatore - che si trovava nel capoluogo lombardo per riprendersi da un infortunio alla caviglia rimediato a Cesena - nello schianto si procura numerose fratture, venendo operato nell'ospedale cittadino con prognosi riservata.
Il 31 agosto 2016 viene tesserato per una stagione dalla SPAL, in Serie B. Partito come titolare, con il passare delle giornate perde il posto a favore di Beghetto e Costa, terminando la stagione - conclusasi con la vittoria del campionato - con 22 presenze. 
Il 18 agosto 2017 firma un contratto annuale con il Venezia, con cui disputa una stagione.
Il 17 luglio 2018 passa al Pescara. Con gli abruzzesi torna a segnare dopo oltre 5 anni, realizzando un gol al Palermo nella sfida del 3 aprile 2019, vinta per 3-2.
Il 5 settembre 2020 firma il contratto che lo riporta, dopo quindici anni, nel Giulianova.
Il 1º gennaio 2021 firma per la Casertana.

### Allenatore
Una volta ritiratosi, diventa allenatore dell'Under-16 del Pescara venendo poi promosso ad allenatore in seconda della prima squadra.
Dal 2022 allena l'Under-17 del Palermo. Nel settembre dello stesso anno consegue il patentino UEFA A a Coverciano che abilita ad allenare formazioni giovanili e squadre fino alla Lega Pro e consente di essere allenatore in seconda in Serie A e B.
Nel luglio del 2024, viene promosso alla guida della Primavera del Palermo.

## Statistiche

### Presenze e reti nei club
| Stagione          | Squadra           | Campionato        | Campionato | Campionato | Coppe nazionali | Coppe nazionali | Coppe nazionali | Coppe continentali | Coppe continentali | Coppe continentali | Altre coppe | Altre coppe | Altre coppe | Totale | Totale |
| Stagione          | Squadra           | Comp              | Pres       | Reti       | Comp            | Pres            | Reti            | Comp               | Pres               | Reti               | Comp        | Pres        | Reti        | Pres   | Reti   |
| ----------------- | ----------------- | ----------------- | ---------- | ---------- | --------------- | --------------- | --------------- | ------------------ | ------------------ | ------------------ | ----------- | ----------- | ----------- | ------ | ------ |
| 2000-2001         | Giulianova        | C1                | 6          | 0          | CI-C            | 0               | 0               | -                  | -                  | -                  | -           | -           | -           | 6      | 0      |
| 2001-2002         | Giulianova        | C1                | 26         | 0          | CI-C            | 0               | 0               | -                  | -                  | -                  | -           | -           | -           | 26     | 0      |
| 2002-2003         | Giulianova        | C1                | 33+2       | 0          | CI-C            | 0               | 0               | -                  | -                  | -                  | -           | -           | -           | 35     | 0      |
| 2003-2004         | Giulianova        | C1                | 29         | 3          | CI-C            | 2               | 0               | -                  | -                  | -                  | -           | -           | -           | 31     | 3      |
| 2004-2005         | Giulianova        | C1                | 32+4       | 4          | CI-C            | 5               | 1               | -                  | -                  | -                  | -           | -           | -           | 41     | 5      |
| 2005-2006         | Ascoli            | A                 | 30         | 0          | CI              | 2               | 0               | -                  | -                  | -                  | -           | -           | -           | 32     | 0      |
| 2006-2007         | Cagliari          | A                 | 22         | 0          | CI              | 2               | 0               | -                  | -                  | -                  | -           | -           | -           | 24     | 0      |
| 2007-2008         | Cagliari          | A                 | 17         | 0          | CI              | 2               | 0               | -                  | -                  | -                  | -           | -           | -           | 19     | 0      |
| Totale Cagliari   | Totale Cagliari   | Totale Cagliari   | 39         | 0          |                 | 4               | 0               |                    | -                  | -                  |             | -           | -           | 43     | 0      |
| 2008-2009         | Siena             | A                 | 30         | 0          | CI              | 1               | 0               | -                  | -                  | -                  | -           | -           | -           | 31     | 0      |
| 2009-2010         | Siena             | A                 | 36         | 0          | CI              | 0               | 0               | -                  | -                  | -                  | -           | -           | -           | 36     | 0      |
| 2010-2011         | Siena             | B                 | 35         | 1          | CI              | 1               | 0               | -                  | -                  | -                  | -           | -           | -           | 36     | 1      |
| 2011-2012         | Siena             | A                 | 32         | 2          | CI              | 1               | 0               | -                  | -                  | -                  | -           | -           | -           | 33     | 2      |
| 2012-gen. 2013    | Siena             | A                 | 16         | 0          | CI              | 3               | 0               | -                  | -                  | -                  | -           | -           | -           | 19     | 0      |
| Totale Siena      | Totale Siena      | Totale Siena      | 149        | 3          |                 | 6               | 0               |                    | -                  | -                  |             | -           | -           | 155    | 3      |
| gen.-giu. 2013    | Atalanta          | A                 | 13         | 1          | CI              | -               | -               | -                  | -                  | -                  | -           | -           | -           | 13     | 1      |
| 2013-2014         | Atalanta          | A                 | 19         | 0          | CI              | 1               | 0               | -                  | -                  | -                  | -           | -           | -           | 20     | 0      |
| 2014-2015         | Atalanta          | A                 | 13         | 0          | CI              | 0               | 0               | -                  | -                  | -                  | -           | -           | -           | 13     | 0      |
| Totale Atalanta   | Totale Atalanta   | Totale Atalanta   | 45         | 1          |                 | 1               | 0               |                    | -                  | -                  |             | -           | -           | 46     | 1      |
| 2015-2016         | Bari              | B                 | 12         | 0          | CI              | 0               | 0               | -                  | -                  | -                  | -           | -           | -           | 12     | 0      |
| 2016-2017         | SPAL              | B                 | 22         | 0          | CI              | -               | -               | -                  | -                  | -                  | -           | -           | -           | 22     | 0      |
| 2017-2018         | Venezia           | B                 | 20+1       | 0          | CI              | -               | -               | -                  | -                  | -                  | -           | -           | -           | 21     | 0      |
| 2018-2019         | Pescara           | B                 | 25+2       | 1          | CI              | 0               | 0               | -                  | -                  | -                  | -           | -           | -           | 27     | 1      |
| 2019-2020         | Pescara           | B                 | 14         | 0          | CI              | 1               | 0               | -                  | -                  | -                  | -           | -           | -           | 14     | 0      |
| Totale Pescara    | Totale Pescara    | Totale Pescara    | 39+2       | 1          |                 | 1               | 0               |                    | -                  | -                  |             | -           | -           | 42     | 1      |
| 2020-gen. 2021    | Giulianova        | D                 | 8          | 0          | -               | -               | -               | -                  | -                  | -                  | -           | -           | -           | 8      | 0      |
| Totale Giulianova | Totale Giulianova | Totale Giulianova | 134+6      | 7          |                 | 7               | 1               |                    | -                  | -                  |             | -           | -           | 147    | 8      |
| gen.-giu. 2021    | Casertana         | C                 | 15+1       | 0          | -               | -               | -               | -                  | -                  | -                  | -           | -           | -           | 16     | 0      |
| Totale carriera   | Totale carriera   | Totale carriera   | 515        | 12         |                 | 21              | 1               |                    | -                  | -                  |             | -           | -           | 536    | 13     |

## Palmares

### Club

#### Competizioni nazionali
- Campionato italiano di Serie B: 1

SPAL: 2016-2017